# Center Grove Township (Iowa)
Pour les articles homonymes, voir Center Grove.
Center Grove Township est un township, du comté de Dickinson en Iowa, aux États-Unis,. Le township est créé en 1866.

## Source de la traduction
- (en) Cet article est partiellement ou en totalité issu de l’article de Wikipédia en anglais intitulé « Center Grove Township, Dickinson County, Iowa » (voir la liste des auteurs).